# 田畑亜弥
田畑 亜弥（たばた あや、1986年11月28日 - ）は、日本の女優。
東京都出身。フェリス女学院大学卒業。ホリプロ・インプルーブメント・アソシエーション所属。

## 略歴・人物
3歳の時から劇団に入り、5歳の頃に『大草原の小さな家』で舞台デビュー。1999年、ミュージカル『アニー』ヒロインに内田莉紗と共に選ばれる。
所属事務所は東宝芸能からDig-esTを経て、2015年8月からホリプロ・インプルーブメント・アソシエーションに所属していたが、2022年9月末日に退社。現在はフリーランス。
弟は劇団「THE JACABAL'S」メンバーの田畑潤弥。「ボクらの罪団」に所属する俳優・山本淳平は従兄弟に当たる。
2025年2月11日、SNSで結婚したことを発表。

## 出演

### テレビドラマ
- 金曜エンタテイメント『新・細うで繁盛記』（2006年1月20日、フジテレビ）原田春江 役
- シェイクスピア ドラマスペシャル『ロミオとジュリエット〜すれちがい〜』（2007年4月7日、日本テレビ）
- 金曜プレステージ『堂場瞬一サスペンス 逸脱〜捜査一課・澤村慶司〜』（2013年2月15日、フジテレビ）
- オーバースカイ（2014年12月28日、高知放送）サヤカ 役
- コードネームミラージュ 第19話（2017年8月12日、テレビ東京）看護師 役

### バラエティ
- 日本史サスペンス劇場 悲劇の女2時間スペシャル（天城山心中）（2008年11月12日、日本テレビ）愛新覚羅慧生 役

### 映画
- それでも、お父さん（2015年）主演・未来 役

### 舞台
- 大草原の小さな家（1992年 - 1993年）キャリー 役
- 女ねずみ小僧（1993年）鈴 役
- ちょっといい女 パート（1994年）
- レ・ミゼラブル（1994年）リトルコゼット 役
- 回転木馬（1995年）
- 王様と私（1996年・1998年）
- アニー（1999年）主演・アニー 役
- ペーパームーン（2000年）アディ 役
- 劇団新感線・松竹『髑髏城の七人〜アオドクロ』（2004年）おあや 役
- SHINKANSEN☆PRODUCE『吉原御免状』（2005年）おしゃぶ 役
- Endless SHOCK（2006年）リカ 役
- ソフィストリー -詭弁-（2006年8月 - 9月）ロビン 役
- メモリーズ2 セカンドオファー（2007年）理村智実 役
- THE FAMILLY 絆（2009年）水沢京子 役
- 赤毛のアン（2010年）ダイアナ・バリー 役
- 円盤ライダープロデュースvol.13『SHERWOOD!!〜シャーウッド〜』（2011年6月24日 - 7月10日）
- 円盤ライダープロデュースvol.14『仕込んでいこう!〜新宿編〜』（2011年9月6日 - 11日）
- 山田ジャパン第10回公演『盗聴少年』（2012年3月 - 4月）
- Askプロデュース『梅雨のバッキャロー!!』（2012年6月27日 - 7月1日）
- Askプロデュース『夏のバッキャロー!!』（2012年8月22日 - 26日）
- ファンファーレプロデュース 覇天候 vol.3『SHIT AND LOBSTER』（2012年12月26日 - 12月30日）
- Askプロデュース『冬のバッキャロー!!』（2013年2月5日 - 11日）
- 猫と犬と約束の燈（2013年7月10日 - 14日）
- The Devil of the 6th Heaven（2013年8月14日 - 18日）
- Cafe40 vol.2『happy skip』（2015年4月12日 - 26日）
- 星の王子さま〜サン=テグジュペリ物語（2015年5月27日 - 31日、2018年1月25日 - 28日）[13][14]星の王子さま 役
- 東京喰種トーキョーグール（2015年7月2日 - 8日、7月18日 - 20日）霧島董香 役[15]
  - 東京喰種トーキョーグール 〜或いは、超越的美食学をめぐる瞑想録〜（2017年6月29日 - 7月4日、7月8日 - 9日）[16][17]
- 劇団レトロノート2015年本公演『おわりのつづき 〜I don't mind, if you forget me.〜』（2015年11月18日 - 23日）渡辺ふみ 役
- 第3回 SANETTY Produce『Hands Up』（2016年5月25日 - 29日）麻由美 役
- Tokyo七福神GEKIJO PROJECT“HANAZONO”feat THE☆JACABAL'S『ジャンク☆KABUKI!!-The show must go on!!-』（2016年10月13日 - 16日）田畑亜弥 役[18]
- カンムリプロデュース4『おかえしします。44』（2018年9月7日）
- SaGa THE STAGE 〜七英雄の帰還〜（2018年9月21日、10月2日 - 8日、10月17日 - 21日）スカイア 役[19]
- 素敵なカミングアウト（2019年5月9日 - 12日）
- ブロードウェイミュージカル『ピーターパン』（2019年7月21日 - 28日、8月2日 - 5日、8月13日 - 15日、8月18日、8月24日 - 25日）双子 役[20]

### CM
- 関西電力、はぴｅポイント（2017年）ナレーション
- 加美乃素、レディース加美乃素（2018年）

### ネット配信

#### ドラマ
- アミコラ劇場（2006年 - 2007年、明治製菓）網野ひかり 役